# Pyrinia concisata
Pyrinia concisata là một loài bướm đêm trong họ Geometridae.